# Матюшкино (Ярославская область)
Матюшкино — деревня в Пошехонском районе Ярославской области России. Входит в состав Пригородного сельского поселения.

## География
Деревня находится в северной части области, в подзоне южной тайги, к западу от реки Согожи, на расстоянии примерно 16 километров (по прямой) к северо-востоку от города Пошехонье, административного центра района.

### Климат
Климат характеризуется как умеренно континентальный, с продолжительной холодной зимой и коротким умеренно тёплым летом. Среднегодовая температура воздуха — +2,9…+3,5 °C. Годовое количество атмосферных осадков — 500—750 мм, из которых большая часть выпадает в тёплый период. Преобладающее направление ветра юго-западное.

### Часовой пояс
Матюшкино, как и вся Ярославская область, находится в часовой зоне МСК (московское время). Смещение применяемого времени относительно UTC составляет +3:00.

## История
К XX веку входила в состав Пошехонского уезда Ярославской губернии.

## Население
| 1859 | 2002 | 2007 | 2010 |
| ---- | ---- | ---- | ---- |
| 51   | ↘3   | →3   | ↘2   |

### Национальный состав
Согласно результатам переписи 2002 года, в национальной структуре населения русские составляли 100 % из 3 чел.

## Известные уроженцы, жители
- Кузнецов, Алексей Александрович (1897—1952) — российский и советский военный деятель. Полковник Советской Армии, участник Империалистической войны, Гражданской войны, Великой Отечественной войны.

## Инфраструктура
Личное подсобное хозяйство с зоной сельскохозяйственного использования, индивидуальная застройка усадебного типа.

## Транспорт
Просёлочные дороги.

## Общественный транспорт
Матюшкино обслуживается пригородным автобусным маршрутом № 112 Пошехонье — Ларионово.